# Berberidopsidaceae
Berberidopsidaceae is een botanische naam, voor een familie van tweezaadlobbige planten. Een dergelijke familie wordt vrij zelden erkend door systemen voor plantentaxonomie, maar wel door het APG-systeem (1998) en het APG II-systeem (2003).
Deze systemen plaatsen haar niet in een orde, maar de Angiosperm Phylogeny Website [7 dec 2007] plaatst haar in de orde Berberidopsidales, evenals de NCBI site en ToLweb.
Het gaat dan om een heel kleine familie, van drie soorten in zuidelijk Zuid-Amerika en Australië.